# 282P/(323137) 2003 BM80
282P/(323137) 2003 BM80 è una cometa periodica appartenente alla famiglia delle comete della fascia principale, classificata anche come asteroide. Ha la caratteristica di avere una MOID di sole 0,168263 UA  col pianeta Giove, fatto che provocherà in futuro un drastico cambiamento dell'orbita della cometa.

## Storia della scoperta e delle successive osservazioni
È stata scoperta il 31 gennaio 2003 dall'astronomo statunitense Brian A. Skiff nel corso delle osservazioni del programma LONEOS e fu ritenuta un asteroide, in seguito furono scoperte immagini di prescoperta riprese nel dicembre 2001 dal programma NEAT. Il 12 giugno 2013 Pan-STARRS scoprì la sua natura cometaria e riosservando con attenzione sue precedenti immagini ci si accorse che Pan-STARRS aveva già ripreso questa natura cometaria fin dal 27 marzo 2012 ma sul momento nessuno se ne era accorto .